# Bengt Gustavsson
Bengt Olov Emanuel "Julle" Gustavsson (egentlig Gustafsson, født 13. januar 1928, død 16. februar 2017) var en svensk fodboldspiller (forsvarer) og -træner, der vandt to internationale medaljer for Sverige i 1950'erne.

## Karriere
På klubplan indledte Gustavsson karrieren i den lokale klub i Gusum, inden han i 1947 kom til IFK Norrköping, med hvilken han vandt tre svenske mesterskaber (1948, 1952 og 1956). Herefter blev han professionel i Italien hos Atalanta. I 1961 vendte han tilbage til Sverige og spillede for Åtvidabergs FF, indtil han indstillede karrieren i 1965. I 1953 vandt han Guldbollen, titlen som årets fodboldspiller i Sverige.
Han debuterede på landsholdet i 1951 og spillede alle fire kampe ved OL 1952, hvor Sverige vandt bronzemedalje.
Gustavsson var fast mand på det svenske landshold op gennem 1950'erne og nåede 57 landskampe, da han spillede sin sidste landskamp i 1963. Han var således også med til at sikre svensk fodbolds bedste resultat nogensinde, da landsholdet vandt sølv ved VM 1958 på hjemmebane. Han spillede samtlige svenskernes seks kampe i turneringen, herunder finalenederlaget mod Brasilien.
Gustavsson havde også en succesfuld karriere som træner og stod blandt andet i spidsen for sine gamle klubber som aktiv, IFK Norrköping og Åtvidaberg, samt for Östers IF og Hammarby IF. Han var desuden træner for det svenske ungdomslandshold et par år i begyndelsen af 1970'erne.

## Klubtitler
Allsvenskan
- 1948, 1952 og 1956 med IFK Norrköping

Svenska Cupen
- 1970 med Åtvidabergs FF (som træner)